# پادشاه فصل‌ها
پادشاه فصل‌ها نام یک آلبوم موسیقی سنتی ایرانی شامل ۱۲ قطعه است که در آذرماه سال ۱۳۹۳ توسط انتشارات ایران‌گام منتشر شد. نام آلبوم برگرفته از شعر باغ من اثر مهدی اخوان‌ثالث است. کنسرت این آلبوم، در اواخر سال ۱۳۹۲، در سالن همایش‌های برج میلاد، انجام شد؛ ولی به موجب نقدهایی که وزارت ارشاد به بخش‌هایی از آلبوم داشت و حذف و اضافات انجام‌گرفته روی آن، انتشار رسمی آن، تا آذر ۱۳۹۳، به درازا کشید. در این اثر اشعار محمد سلمانی، احمد شاملو، مهدی اخوان ثالث، علیرضا اخلاقی، حسین پرنیا، نیما یوشیج و حافظ شیرازی خوانده شده و حسین پرنیا (به عنوان آهنگ ساز و تنظیم کننده) و علیرضا افتخاری (به عنوان خواننده) حضور دارند.
| بررسی انتقادی | بررسی انتقادی |
| منبع          | رتبه‌بندی      |
| ------------- | ------------- |
| موسیقی ما     | [ ۶ ]         |

## شرح اثر

### هنرمندان
- آواز: علیرضا افتخاری
- آهنگ سازی و تنظیم: حسین پرنیا
- نوازندگان:

- - علیرضا خورشیدفر
  - کریم قربانی
  - ارسلان کامکار
  - ناصر فرهودی
  - فرشید حفظی‌فرد
  - سینا جهان‌آبادی
  - همایون پشت‌دار
  - صائب کاکاوند
  - رضا مهینی
  - پژمان پرنیا
  - حسین پرنیا

### فهرست قطعات
1. بی تو بودن (شعر محمد سلمانی)
2. بی بی جون (تک‌نوازی سنتور حسن پرنیا)
3. بی بی جون (احمد شاملو)
4. پاییز (شعر مهدی اخوان ثالث)
5. دوره‌گرد (شعر علیرضا اخلاقی)
6. کنج تنهایی (شعر علیرضا اخلاقی)
7. تک‌نوازی سنتور ماهور (تک نواز: حسین پرنیا)
8. قاصد تلخ (شعر حسین پرنیا)
9. ری‌را (شعر نیما یوشیج)
10. نفرین به سفر (شعر مهدی اخوان ثالث)
11. پیوند عمر (شعر حافظ شیرازی)
12. رها

### ضبط و انتشار آلبوم
- ضبط در استودیو پژواک
- صدابرداران: مجید فلاح‌پور، مهدی سالک اردستانی
- میکس و مسترینگ: مهدی سالک اردستانی
- تهیه‌کننده: صدرالدین حسین‌خانی
- مدیر اجرایی: مهدی بشکوفه
- طراح جلد: سحر بنیادی
- انتشار در آذرماه ۱۳۹۳ توسط انتشارات ایران‌گام

## کنسرت این البوم
اجرای زنده این آلبوم 22 اسفند ماه 1392 در مرکز همایش های برج میلاد تهران برگزار شد.رویكرد این كنسرت شعر نو بود و شعر نو برای آواز با خوانشی جدید برای این كنسرت در نظر گرفته شده بود.
در این کنسرت علیرضا افتخاری به عنوان خواننده، ناصر رحیمی فلوت، هادی آزرم ویولن، علی رحیمیان ویولن، علیرضا خورشید فر کنترباس، کریم قربانی ویولنسل، پویا خوش آهنگ ویولن، سیامک رئوفی و محمد دلنوازی بربت، سیاوش ظهیرالدینی ویولن آلتو، صاحب کاکاوند تار، همایون پشتدار کمانچه، مجید مظاهر قیچک، حسین پرنیا سنتور و پژمان پرنیا به عنوان نوازنده تنبک ایفای نقش کردند.